# Köchelov katalog
Köchelov katalog (njem. Köchel-Verzeichnis ili Köchelverzeichnis) je detaljni kronološko-tematski popis djela Wolfganga Amadeusa Mozarta koji je sastavio Ludwig Ritter von Köchel i objavio 1862. godine u Leipzigu. Katalog je više puta kasnije objavljivan s izmjenama i dopunama nekolikih autora.
Uz naslove Mozartovih djela se umjesto broja opusa koristi oznaka kataloga KV (od Köchel-Verzeichnis) kojemu se dodaje odgovarajući redni broj djela iz kataloga. U engleskom jeziku koristi se oznaka K., prema inicijalu autora. Za djelo iz revidiranih kataloga oznaci se dodaje indeks; najčešće je to 6. izdanje (posljednje dopunjeno) koje se označava kao KV6.

## Prvo izdanje kataloga
Izdavačka kuća Breitkopf und Härtel iz Leipziga objavila je 1862. godine knjigu na njemačkom jeziku pod naslovom Chronologisch-thematisches Verzeichnis sämmtlicher Tonwerke Wolfgang Amadé Mozart’s. s podnaslovom Nebst Angabe der verloren gegangenen, angefangenen, übertragenen, zweifelhaften und unterschobenen Compositionen desselben. (Kronološko-tematski katalog svih glazbenih djela Wolfganga Amadeusa Mozarta. S naznakom o izgubljenim, započetim, prenesenim, sumnjivim i pripisanim skladbama.). Kao autor naveden je Dr. Ludwig Ritter von Köchel. Von Köchel je na katalogu radio 12 godina (1856. – 1862.), studiozno skupljajući, analizirajući i sortirajući podatke o Mozartu i njegovim djelima te ih je objedinio u jedinstven katalog, prvi takve vrste.

### Organizacija kataloga
Na početku knjige je autorova posveta profesoru Ottu Jahnu iz Bonna. Jahn je na stogodišnjicu Mozartova rođenja 1856. objavio studiozni Mozartov životopis, koji je von Köchel rabio pri izradi svog kataloga. Zatim slijedi predgovor autora s raznim napomenama o stvaranju i sadržaju kataloga.

#### Tematski popis
U prvom poglavlju kataloga (str. 1-24) je popis skladbi sortiran po vrstama (grupama). Kao sadržaj pred popis postavljena je sljedeća tablica koja prikazuje podjelu u grupe i broj djela u svakoj grupi:
| Uebersicht der vollständigen Compositionen | Uebersicht der vollständigen Compositionen               | Uebersicht der vollständigen Compositionen | Pregled potpunih skladbi (prijevod nije dio tablice)        |
| I.                                         | Messen, Requiem                                          | 20                                         | mise, rekvijem                                              |
| II.                                        | Litaneien, Vespern                                       | 8                                          | litanije, večernje                                          |
| III.                                       | Offertorien, Kyrie, Te Deum, Veni, Regina Coeli, Hymnen  | 40                                         | ofertoriji, Kyrie, Te Deum, Veni, Regina Coeli, himani      |
| IV.                                        | Orgelsonaten                                             | 17                                         | sonate za orgulje                                           |
| V.                                         | Cantaten mit Orchesterbegleitung                         | 10                                         | kantate s orkestarskom pratnjom                             |
| VI.                                        | Opern, theatralische Serenaden u. dergl.                 | 23                                         | opere, kazališne serenade i sl.                             |
| VII.                                       | Arien, Trio, Quartette, Chöre mit Orchesterbegleitung    | 66                                         | arije, trio, kvarteti, zborovi s orkestarskom pratnjom      |
| VIII.                                      | Lieder mit Clavierbegleitung                             | 41                                         | pjesme s klavirskom pratnjom                                |
| IX.                                        | Canone für 2—12 Singstimmen                              | 23                                         | kanoni za 2-12 glasova                                      |
| X.                                         | Clavier-Sonaten und -Phantasien                          | 22                                         | sonate i fantazije za klavir                                |
| XI.                                        | Clavier Variationen                                      | 16                                         | varijacije za klavir                                        |
| XII.                                       | Clavier Einzelstücke, Minuette, Rondo, Allegro u. dergl. | 23                                         | pojedinačna djela za klavir, menuet, rondo, allegro i sl.   |
| XIII.                                      | Clavier zu 4 Händen und 2 Claviere ohne Begleitung       | 11                                         | klavir četveroručno ili dva klavira bez pratnje             |
| XIV.                                       | Clavier Violin-Sonaten, -Variationen                     | 45                                         | sonate i varijacije za klavir i violinu                     |
| XV.                                        | Clavier Trio, -Quartette, -Quintett                      | 11                                         | trio, kvarteti, kvintet za klavir                           |
| XVI.                                       | Streich-Duo und -Trio                                    | 6                                          | duo i trio za gudače                                        |
| XVII.                                      | Streich Quartette und mit 1 Blasinstrumente              | 32                                         | kvarteti za gudače i s jednim puhaćim glazbalom             |
| XVIII.                                     | Streich Quintette                                        | 9                                          | kvinteti za gudače                                          |
| XIX.                                       | Symphonien                                               | 49                                         | simfonije                                                   |
| XX.                                        | Divertimente, Serenaden, Cassationen                     | 33                                         | divertimenti, serenade, kasacije                            |
| XXI.                                       | Orchesterstücke: Märsche, einzelne Symphoniesätze        | 27                                         | orkestarski komadi: marševi, pojedinačni simfonijski stavci |
| XXII.                                      | Tänze für Orchester                                      | 39                                         | plesovi za orkestar                                         |
| XXIII.                                     | Concerte                                                 | 55                                         | koncerti                                                    |
| Werke                                      | Werke                                                    | 626                                        | ukupno djela                                                |

| 3. 50. Bastien et Bastienne. | \relative c'' { #(set-global-staff-size 16) \key g \major \time 3/4 \tempo "Allegro." g2 b4 g2 d4 \bar "\|." } |

Djela u grupama poredana su kronološki. Za svaku skladbu naveden je redni broj iz glavnog kronološkog popisa te crtovlje u violinskom ključu za uvodna dva takta (incipit).
U primjeru desno: u VI. grupi "opere" trećenavedena je opera Bastien i Bastienne, koja se u glavnom popisu nalazi pod brojem 50, te prva dva takta uvertire.

#### Kronološki popis
Glavni dio kataloga na 469 stranica (25-494) čini popis djela od 1761. do 1791. godine. Djela su numerirana od 1 do 626, po kronološkom redu skladanja. Za svako djelo navedeni su sljedeći podatci:
- Redni broj (koji se navodi uz oznaku KV)
- Naziv djela (s eventualnom napomenom)
- Po potrebi orkestracija ili pratnja
- Izvor teksta za vokalna djela
- Vrijeme skladanja, premijera

- Crtovlje u violinskom i bas ključu za prva četiri takta (negdje i više) te broj taktova, posebno za svaki sastavni dio složenih djela (stavka, uvertire, arije...)
- Podatci o autografu i kopijama
- Podatci o izdanjima
- Razne napomene (po potrebi)

#### Dodatak
U dodatku je von Köchel 294 djela svrtstao u pet skupina:
1. Verloren gegangene Compositionen - izgubljene skladbe
2. Unvollstäncige Compositionen - nepotpune skladbe
3. Uebertragene Compositionen - Mozartove skladbe pripisane drugima
4. Zweifelhafte Compositionen - sumnjive skladbe
5. Unterschobene Compositionen - tuđe skladbe pripisane Mozartu

Skladbe iz ovog popisa označavaju se s "Anh." (od Anhang - dodatak) ispred broja. Na primjer, Simfonija KV Anh. 220.

#### Indeksi
Na kraju knjige su:
- Register der Namen und Sachen - Indeks imena i stvari. Natuknice su poredane abecedno i upućuju na broj iz glavnog popisa. Na primjer: Cimarosa, Oper I due Baroni. Arie dazu 578. - Cimarosa, opera Dva barona. Arija za nju je pod brojem 578 u glavnom popisu, ili Eine kleine Nachtmusik 525. - Mala noćna muzika pod brojem 525.
- Register der Gesangestexte - Indeks pjevanih tekstova. Sadrži abecedni popis naslova tekstova vokalnih djela s upućivanjem na broj iz glavnog popisa. Naslovi na ne-njemačkom (npr. latinskom) jeziku navedeni su u kurzivu. Na primjer (kurziv u primjeru nije u izvorniku, već je oznaka teksta koji nije na hrvatskom jeziku): Hm! hm! hm! hm! Quintett aus der Zauberflöte 620. (6.) - Kvintet iz opere Čarobna frula, 6. skladba iz 620. djela.
- Zusätze und Verbesserungen. - Dodatci i poboljšanja. Navedeno je sedam stranica kojima trebaju preinake.

### Značaj
Do izdavanja ovog kataloga vladao je kaos u označavanju Mozartovih djela. Leopold Mozart vodio je popis ranih sinovih djela, a sâm Mozart vodio je popis svojih djela samo za posljednjih 7 godina života. Mnoga njegova djela nisu ni bila poznata, a bili su i česti falsifikati. Nakon Mozartove smrti bilo je nekoliko pokušaja katalogiziranja njegovih djela, ali tek je sveobuhvatni Köchelov katalog doveo stanje u red i do danas je referencija za Mozartova djela. Struktura kataloga također je uzor stvarateljima kataloga drugih skladatelja.

## Druga izdanja
S novim otkrićima muzikologâ, nastala je potreba za revizijom kataloga. Dosad su objavljena sljedeća izdanja, s revizijom u 3. i 6. idanju:
| Br. | Godina | Autor(i)                                         | Izdavač                         | Napomena                    | Druga izdanja                                                                                 |
| --- | ------ | ------------------------------------------------ | ------------------------------- | --------------------------- | --------------------------------------------------------------------------------------------- |
| 1.  | 1862.  | Ludwig von Köchel                                | Breitkopf & Härtel, Leipzig     |                             | na mikrofilmu: Edwards, Ann Arbor [1940.]; Fotomehaničko dotiskivanje: Olms, Hildesheim 2006. |
| 2.  | 1905.  | Paul von Waldersee                               | Breitkopf & Härtel, Leipzig     |                             | na mikrofišu: München, Saur [s. a.]                                                           |
| 3.  | 1937.  | Alfred Einstein                                  | Breitkopf & Härtel, Leipzig     |                             |                                                                                               |
| 4.  | 1958.  | Alfred Einstein                                  | Breitkopf & Härtel VEB, Leipzig | nepromijenjeno novo izdanje |                                                                                               |
| 5.  | 1961.  | Alfred Einstein                                  | Breitkopf & Härtel VEB, Leipzig | nepromijenjeno novo izdanje | dodatni tiraž Breitkopf & Härtel VEB Leipzig: 1969., 1975., 1980., 1984., 1989.               |
| 6.  | 1964.  | Franz Giegling, Gerd Sievers, Alexander Weinmann | Breitkopf & Härtel, Wiesbaden   |                             |                                                                                               |
| 7.  | 1965.  | Franz Giegling, Gerd Sievers, Alexander Weinmann | Breitkopf & Härtel, Wiesbaden   | nepromijenjeno novo izdanje |                                                                                               |
| 8.  | 1983   | Franz Giegling, Gerd Sievers, Alexander Weinmann | Breitkopf & Härtel, Wiesbaden   | nepromijenjeno novo izdanje | dotiskano 1999.                                                                               |

U 3. izdanju kataloga iz 1937. godine muzikolog Alfred Einstein promijenio je brojeve više djela. Novi brojevi su kronološki poredani i često sadrže dodatno malo slovo za abecedno redanje.

### Organizacija šestog izdanja
Značajne promjene rađene su u 6. izdanju, na osnovu otkrića u kronologiji i kontekstu djela.

#### Tematski pregled
Tematski pregled se nalazi u uvodu knjige (kazalo na str. LXXIX, popis na str. LXXXI-CXLIII) i u njemu su djela svrstana u 29 (28+1) grupa.
| Thematische Übersicht | Thematische Übersicht                                                                  | Tematski pregled                                                                 |
| 1)                    | Messen und Requiem                                                                     | mise i rekvijem                                                                  |
| 2)                    | Litaneien, Vespern                                                                     | litanije, večernje                                                               |
| 3)                    | Kleinere Kirchenwerke                                                                  | manja crkvena djela                                                              |
| 4)                    | Oratorien, geistliche Singspiele und Kantaten.                                         | oratoriji, duhovni igrokazi i kantate                                            |
| 5)                    | Opern und Singspiele                                                                   | opere i igrokazi                                                                 |
| 6)                    | Musik zu Schauspielen, Pantomimen und Balletten                                        | glazba za kazalište, pantomime i balete                                          |
| 7)                    | Szenen, Arien und Chöre mit Orchester                                                  | scene, arije i zborovi s orkestrom                                               |
| 8)                    | Lieder mit Klavier, Mandoline oder Orgel                                               | pjesme s klavirom, mandolinom ili orguljama                                      |
| 9)                    | Mehrstimmige Gesänge                                                                   | višeglasni napjevi                                                               |
| 10)                   | Kanons                                                                                 | kanoni                                                                           |
| 11)                   | Sinfonien                                                                              | simfonije                                                                        |
| 12)                   | Cassationen, Serenaden, Divertimenti und Einzelstücke für Streich- und Blasinstrumente | kasacije, serenade, divertimenti i pojedinačna djela za gudaća i puhaća glazbala |
| 13a)                  | Märsche für Orchester                                                                  | marševi za orkestar                                                              |
| 13b)                  | Tänze für Orchester (oder für Klavier)                                                 | plesovi za orkestar (ili za klavir)                                              |
| 14)                   | Konzerte für ein oder mehrere Soloinstrumente (ohne Klavierkonzerte)                   | koncerti za jedan ili više solističkih instrumenata (bez koncerata za klavir)    |
| 15)                   | Konzerte für ein oder mehrere Klaviere                                                 | koncerti za jedan ili više klavira                                               |
| 16)                   | Kirchensonaten                                                                         | crkvene sonate                                                                   |
| 17)                   | Divertimenti, Serenaden und Einzelstücke für Blasinstrumente allein                    | divertimenti, serenade i pojedinačna djela samo za puhaća glazbala               |
| 18)                   | Divertimenti und Einzelstücke für Streichinstrumente allein                            | divertimenti i pojedinačna djela samo za gudaća glazbala                         |
| 19)                   | Streich-Quintette und Quintette mit Blasinstrumenten                                   | kvinteti za gudače i kvinteti s puhaćim glazbalima                               |
| 20)                   | Streich-Quartette und Quartette mit Blasinstrumenten                                   | kvarteti za gudače i kvarteti s puhaćim glazbalima                               |
| 21)                   | Trio und Duo für Streich- und Blasinstrumente                                          | trio i duo za gudaća i puhaća glazbala                                           |
| 22)                   | Quintette, Quartette und Trio mit Klavier und mit Glasharmonika                        | kvinteti, kvarteti i trio s klavirom i glasharmonikom                            |
| 23)                   | Sonaten und Variationen für Klavier und Violine (oder Flöte, oder Violoncello)         | sonate i varijacije za klavir i violinu (ili flautu, ili violončelo)             |
| 24)                   | Werke für zwei Klaviere und für Klavier zu vier Händen                                 | djela za dva klavira ili klavir četveroručno                                     |
| 25)                   | Sonaten, Fantasien und Rondi für Klavier                                               | sonate, fantazije i ronda za klavir                                              |
| 26)                   | Variationen für Klavier                                                                | varijacije za klavir                                                             |
| 27)                   | Einzelstücke für Klavier, Glasharmonika oder Orgelwalze                                | pojedinačna djela za klavir, glasharmoniku ili organet                           |
|                       | Diversa                                                                                | ostalo                                                                           |

#### Kronološki popis
Osnovni oblik (prikazani detalji) kronološkog popisa ostao je isti kao u prvom izdanju. Popis je dopunjen novootkrivenim podatcima i obuhvaća 743 stranice (1-743). Na kraj popisa (str. 747-751) dodan je usporedni pregled oznaka iz starog dodatka (KV1) i novih oznaka (Konkordanz der Anhang-Numern).

#### Dodatak
Dodatak je preuređen tako da su djela umjesto u pet grupa (I.-V.) raspoređena u tri grupe (A-C) i dodani su drugi popisi:
- Anh. A - W. A. Mozarts eigenhändige Abschriften fremder Werke - Mozartove kopije tuđih djela (str. 755-768)
- Anh. B - Übertragungen und Bearbeitungen von fremder Hand - Mozartova djela koje su drugi preuzeli i obradili (str. 771-808)
- Anh. C - Zweifelhafte und unterschobene Werke - sumnjiva i pripisana djela (str. 811-912)
- Anh. D - Gesamtausgaben - skupna izdanja (str. 915-937)
- Anh. E - W. A. Mozarts Verleger - popis Mozartovih izdavača (str. 941-949)
- Anh. F - Photogramm-Archiv der Nationalbibliothek Wien - arhiv fotograma Nacionalne knjižnice u Beču (str. 953-957)

#### Indeksi
- Verzeichnis der Gesangstexte und Liedertitel - popis pjevanih tekstova i naslova pjesama (str. 963-980)
- Gesamtregister - glavni indeks (str. 983-1024)

### Uporaba
Osim u znanstvenim radovima, promjene iz šestog izdanja nisu zaživjele u praksi. I nadalje se najčešće koriste oznake iz prvog izdanja. Ako postoji potreba, djelo se može označiti dvojnom oznakom, u kojoj se odgovarajući katalog označava indeksom.
Na primjer, Kanoni KV1 229-234, 347-348 i Arija za sopran KV1 119 iz 1782. godine grupirani su u KV6 382a-382h; označavanje za taj primjer: Kanon u B-duru za 6 glasova KV 231 (KV6 382c). (Ovo djelo u KV1 izdavač je naslovio "Lasst froh uns sein" a izvorni Mozartov vulgarni naslov skraćeno "L. m. i. a.". U KV3 i KV6 stavljen je originalni Mozartov naslov "Leck mich im Arsch".)

## Vanjske poveznice
|  | Zajednički poslužitelj ima još gradiva o temi Köchelov katalog |